# Норт-Бранч Тауншип (округ Вайомінг, Пенсільванія)
Норт-Бранч Тауншип (англ. North Branch Township) — селище (англ. township) в США, в окрузі Вайомінг штату Пенсільванія. Населення — 232 особи (2020).

## Демографія
Згідно з переписом 2010 року, у селищі мешкало 206 осіб у 93 домогосподарствах у складі 56 родин. Було 129 помешкань
Расовий склад населення:
| - 96,6 % — білих - 1,0 % — азіатів - 0,5 % — корінних американців |

До двох чи більше рас належало 1,9 %. Частка іспаномовних становила 3,9 % від усіх жителів.
За віковим діапазоном населення розподілялося таким чином: 17,5 % — особи молодші 18 років, 65,5 % — особи у віці 18—64 років, 17,0 % — особи у віці 65 років та старші. Медіана віку мешканця становила 49,0 року. На 100 осіб жіночої статі у селищі припадало 104,0 чоловіків;  на 100 жінок у віці від 18 років та старших — 109,9 чоловіків також старших 18 років.
Середній дохід на одне домашнє господарство  становив 62 249 доларів США (медіана — 53 125), а середній дохід на одну сім'ю — 72 649 доларів (медіана — 59 250). За межею бідності перебувало 4,0 % осіб, у тому числі 0,0 % дітей у віці до 18 років та 0,0 % осіб у віці 65 років та старших.
Цивільне працевлаштоване населення становило 108 осіб. Основні галузі зайнятості: науковці, спеціалісти, менеджери — 20,4 %, освіта, охорона здоров'я та соціальна допомога — 13,0 %, оптова торгівля — 11,1 %, виробництво — 9,3 %.